# Clase natural
En filosofía una clase natural es un conjunto considerado ontológicamente real, es decir, no resultante de una agrupación artificial de elementos elaborada por uno o varios sujetos humanos en virtud de criterios subjetivos. 
El término "clase natural" fue incorporado a la filosofía contemporánea por Willard van Orman Quine en su ensayo "Natural Kinds": cualquier conjunto de objetos forma una clase natural si y solo si es "proyectable", es decir, que los juicios realizados acerca de algún miembro de ese conjunto pueden ser plausiblemente extendidos por un científico por razonamiento inductivo a otros miembros. 

## Ejemplos
- Física: partículas físicas, como los quarks;
- Química: los elementos químicos, como el oro o el potasio;
- Biología: en filosofía de la naturaleza la consideración de las especies como clases naturales es una de las discusiones más controvertidas.

## Para saber más
- Andreasen, Robin O. 2005. The Meaning of 'Race': Folk Conceptions and the New Biology of Race. Journal of Philosophy 102(2): 94-106.
- Collins, Harry M. 1975. The Seven Sexes: A Study in the Sociology of a Phenomenon, or the Replication of Experiments in Physics. Sociology 9(2): 205-224.
- Dupré, John. 2001. In Defence of Classification. Studies in History and Philosophy of Biological and Biomedical Sciences 32(2): 203-219.
- Fausto-Sterling, Anne. 2000. Essay Review: The Sex/Gender Perplex. Studies in History and Philosophy of Biological and Biomedical Sciences 31(4): 637-646.
- Hacking, Ian. 1990. Natural Kinds. in Robert B. Barrett and Roger Gibson, F., editors. Perspectives on Quine. Cambridge, Mass.: Blackwell.
- Hacking, Ian. 2002. How "Natural" Are "Kinds" of Sexual Orientation? Law and Philosophy 21(3): 335-347.
- Markman, Ellen. 1989. Categorization and Naming in Children. Cambridge, Mass.: MIT Press.
- McOuat, Gordon. 2001. From Cutting Nature at Its Joints to Measuring It: New Kinds and New Kinds of People in Biology. Studies in History and Philosophy of Science 32(4): 613-645.
- Putnam, Hilary. 1975. The Meaning of "Meaning". in Keith Gunderson, editor. Minnesota Studies in the Philosophy of Science, vol. VII. Minneapolis: University of Minnesota Press.
- Quine, Willard Van Orman. 1969. Natural Kinds. in Ontological Reality and Other Essays: Columbia Univ. Press.
- Sokal, Robert R. 1974. Classification: Purposes, Principles, Progress, Prospects. Science 185(4157): 1115-1123.
- Waters, C. Kenneth. 1998. Causal Regularities in the Biological World of Contingent Distributions. Biology and Philosophy 13(1): 5-36.